# レイトンシリーズ
レイトンシリーズは、レベルファイブから発売されているニンテンドーDSおよびニンテンドー3DS、iOS・Android用アドベンチャーゲームシリーズ、およびそれを主軸としたメディアミックス作品のシリーズである。2013年までのシリーズを指してレイトン教授シリーズと呼ぶこともある。
メーカー公称ではナゾトキ・ファンタジーアドベンチャーと銘打っている。本シリーズの1作目はレベルファイブが開発・制作のみならずパブリッシャーとして、日本国内での販売も手掛ける初の作品となった。なお、海外での販売は任天堂が担当している。

## 概要
本シリーズは一般的な推理アドベンチャーと異なり、ストーリー展開を左右するコマンド選択が存在せず、「ストーリー上の謎」をプレイヤーが直接解明するゲームではない。その代わりプレイヤーは、街の住人などから出題される「ナゾ」（本シリーズ特有の表現で、パズルやなぞなぞなどの問題）を解いていくことで、物語を進めていく。つまり、推理小説のように決められたストーリーを読み進め、ストーリー上の謎を頭の中で推理しながら、その合間に、足止めはしてもストーリー展開には影響しない「ナゾ」を楽しむというのが、本シリーズ独自のゲームスタイルである。
本作に登場するナゾ解きのスタイル・出題傾向は、原案・プロデューサーである日野晃博が幼少の頃より大ファンで、影響を受けていた多湖輝の著作であるベストセラー『頭の体操』シリーズを基礎としており、多湖も本シリーズの監修として参加していた。多湖が2016年に死去したことにより、監修したのは第2シリーズまで。新『レイトン』シリーズからは生前の多湖が推薦した、『ゴースト暗算』著者の岩波邦明がナゾ作成を担当しており、当初は多湖と岩波のタッグでの制作予定だった。『レイトン教授と蒸気の新世界』よりQuizKnockがナゾ開発を担当する。
DSのタッチペンによる極めて簡易化された操作性と、大泉洋や堀北真希といった人気俳優を声優に配した点など、ライトユーザーを強く意識した作りとなっている。この傾向はシリーズで一貫されており、毎作、俳優がゲストキャラクターに配役されている。なお、大泉の起用は日野の大ファンであることも関係している。
第1シリーズのタイトルロゴはレベルファイブ広報がデザインを担当した。本来はデザイナーとして入社したものの、デザインは対外的な仕事でもあったため広報も行うようになったという。
なお、『レイトン教授と悪魔の箱』の発売時以降、プレイヤー自身がナゾを解く楽しみを味わってもらいたいという理由から、公式サイトでは「ファンサイトなどでのナゾの答えの掲載はご遠慮おねがいします」と掲載されている。

## 売上
シリーズ累計販売本数は日本国内のみでも2009年3月時点で365万本を達成。2023年2月時点でのシリーズ全世界累計出荷本数は1800万本以上である。
特に欧州では『脳トレ』の次の一本として受け入れられ、『脳トレ』シリーズに匹敵する売上ペースのロングランを記録している。

## 作品一覧
詳細は各記事を参照。なお、「Episode」は映画公式サイト内で紹介されているものに基づいている。

### コンピュータゲーム
| 2007 | レイトン教授と不思議な町                                       |
| 2007 | レイトン教授と悪魔の箱                                         |
| 2008 | レイトン教授と最後の時間旅行                                   |
| 2009 | レイトン教授と魔神の笛                                         |
| 2010 |                                                                |
| 2011 | レイトン教授と奇跡の仮面                                       |
| 2012 | レイトン教授VS逆転裁判                                         |
| 2013 | レイトン教授と奇跡の仮面プラス                                 |
| 2013 | レイトン教授と超文明Aの遺産                                    |
| 2014 |                                                                |
| 2015 |                                                                |
| 2016 |                                                                |
| 2017 | レイトン ミステリージャーニー カトリーエイルと大富豪の陰謀     |
| 2018 | レイトン教授と不思議な町 EXHD for スマートフォン               |
| 2018 | レイトン ミステリージャーニー カトリーエイルと大富豪の陰謀 DX  |
| 2018 | レイトン教授と悪魔の箱 EXHD for スマートフォン                 |
| 2019 |                                                                |
| 2020 | レイトン教授と最後の時間旅行 EXHD for スマートフォン           |
| 2021 | レイトン ミステリージャーニー カトリーエイルと大富豪の陰謀 DX+ |
| 2022 |                                                                |
| 2023 |                                                                |
| 2024 |                                                                |
| 2025 | レイトン教授と蒸気の新世界                                     |

#### 第1シリーズ
レイトン教授と不思議な町（1作目/Episode4）
ニンテンドーDS用ソフト。2007年2月15日発売。
レイトン教授と不思議な町 EXHD for スマートフォン
iOS・Android用アプリ。2018年6月8日配信。

レイトン教授と悪魔の箱（2作目/Episode5）
ニンテンドーDS用ソフト。2007年11月29日発売。
レイトン教授と悪魔の箱 EXHD for スマートフォン
iOS・Android用アプリ。2018年12月5日配信。
レイトン教授と最後の時間旅行（3作目/Episode6）
ニンテンドーDS用ソフト。2008年11月27日発売。
レイトン教授と最後の時間旅行 EXHD for スマートフォン
iOS・Android用アプリ。2020年7月13日配信。

#### 第2シリーズ
レイトン教授と魔神の笛（4作目/Episode1）
ニンテンドーDS用ソフト。2009年11月26日発売。
レイトン教授と奇跡の仮面（5作目/Episode2）
ニンテンドー3DS用ソフトであり、ローンチタイトルの1つ。2011年2月26日発売。
レイトン教授と奇跡の仮面プラス
ニンテンドー3DS用ソフト（ダウンロード配信専用）。2013年2月6日発売。

レイトン教授と超文明Aの遺産（6作目/Episode3）
ニンテンドー3DS用ソフト。2013年2月28日発売。

#### 新『レイトン』シリーズ
レイトン ミステリージャーニー カトリーエイルと大富豪の陰謀
ニンテンドー3DS・iOS・Android用ソフト。2017年7月20日発売・配信。
レイトン教授の娘であるカトリーエイルを主人公とした新シリーズ。発表当初のタイトルは『レディレイトン 富豪王アリアドネの陰謀』だった。
iOS・Android版は2018年9月10日配信のアップデートで『DXモード』を追加。
レイトン ミステリージャーニー カトリーエイルと大富豪の陰謀 DX
Nintendo Switch用ソフト。2018年8月9日発売。2021年7月8日のアップデートで、有料追加コンテンツとして『DX → DX+アップグレードパック』が配信。
レイトン ミステリージャーニー カトリーエイルと大富豪の陰謀 DX+
Nintendo Switch用ソフト。2021年7月8日発売。主要キャラクターのボイスをアニメ版のキャストに変更可能となった。
レイトン教授と蒸気の新世界
Nintendo Switch用ソフト。2025年に発売予定。レイトン教授を再び主人公に据え、『最後の時間旅行』から1年後の物語が描かれる。

#### クロスオーバー
レイトン教授VS逆転裁判
『逆転裁判』（カプコン）とのコラボレーション作品。ニンテンドー3DS用ソフト。2012年11月29日発売。

#### その他
レイトン教授と死鏡の館
モバイルゲーム。2008年10月28日配信開始。2009年3月31日サービス終了。2009年7月1日から「レイトン教授と死鏡の館Remix」をゲームポータルサイト『ROID』で配信していた。ROID終了後はゲームポータルサイト『レイトン教授モバイルR』で配信されていたが、2014年8月31日サービスを終了。
レイトン教授ロワイヤル
ソーシャルゲーム。2011年11月1日配信開始。2012年11月30日サービス終了。
レイトンブラザーズ・ミステリールーム
レベルファイブおよびレイトン教授シリーズの初のiOS対応作品。2012年9月21日配信開始。
レイトン教授と世紀の七怪盗
iOS・Androidアプリ。2012年11月14日配信開始。2013年8月サービス終了。
ルーク少年のナゾブック、ルーク少年のナゾブック2、チェルミー警部の事件簿
ゲームポータルサイト『レイトン教授モバイル』および『レイトン教授モバイルR』で配信されていた。2014年8月31日サービスを終了。

#### 開発中止
レイトン7
当初は2013年にiOS・Android・ニンテンドー3DS用「ロールプレイパズル」としてタイトル発表、後2015年には「人狼」を元にしたiOS・Android用「テーブルトーク推理ゲーム」として発表されたが、発売未定のまま2018年をもって公式サイトから削除された。

### ゲーム版詳細

#### ナゾ（パズル）制作スタッフ
- 多湖輝（監修・制作）
- 小野寺紳
- Moo.念平
- 千原尚子
- 加藤千絵
- 森田晃
- 山田夕湖
- 芦ヶ原伸之（パズル制作協力）

### アニメ映画
レイトン教授と永遠の歌姫（Episode1.5）
2009年12月19日公開。

### TVアニメ
レイトン ミステリー探偵社 〜カトリーのナゾトキファイル〜
2017年12月28日に、2018年春からカトリーを主役にしたテレビアニメが放送開始予定であることが発表され、その後2018年1月に放送局および時間がフジテレビ系列で日曜08:30 - となることも決定した。2018年4月8日から、2019年3月31日まで放送された。
一部キャラクターの声優はゲーム版と異なる。レイトン教授・青年ルークが登場するオリジナルストーリーも展開された。

### 漫画
レイトン教授とユカイな事件
作者：桜ナオキ
2008年2月号から2012年6月号まで、『別冊コロコロコミック』（小学館）にて漫画連載された。内容はギャグ漫画で、レイトンなど登場人物が漫画に合わせて性格が変わっている。単行本は全4巻。小学館コロコロドラゴンコミックス。
1. レイトン教授とユカイな事件1（2008年11月27日発売）
2. レイトン教授とユカイな事件2（2009年11月27日発売）
3. レイトン教授とユカイな事件3（2010年11月26日発売）
4. レイトン教授とユカイな事件4（2012年6月28日発売）

レイトン教授と迷いの森
作者：吉祥寺笑
2009年12月18日発売、小学館てんとう虫コミックススペシャル
レイトン教授と永遠の歌姫
作者：椎葉ナナ
2009年12月発行、小学館プラス・アンコミックスシリーズ
レイトン教授と小さなナゾ
作者：せいの奈々
2013年7月31日発売、小学館てんとう虫コミックススペシャル
レイトン ミステリー探偵社 カトリーのナゾトキ事件簿
作者：おりとかほり
2018年5月号から『ちゃお』（小学館）にて漫画版が連載された。テレビアニメ版のタイトルと酷似しているが、本作はゲーム版『カトリーエイルと大富豪の陰謀』のエピソードを原作としている。小学館ちゃおコミックス。
1. レイトン ミステリー探偵社 カトリーのナゾトキ事件簿1（2018年8月1日発売）
2. レイトン ミステリー探偵社 カトリーのナゾトキ事件簿2（2019年1月30日発売）

レイトンブラザーズ・ミステリールーム 完全犯罪のパズル
作者：闇鍋テルミン
2021年12月18日よりウェブコミック『マンガ5』にて連載。『レイトンブラザーズ・ミステリールーム』を原作にオリジナルストーリーを加えコミカライズ。

### 小説
第1弾：レイトン教授とさまよえる城
作者：柳原慧
2008年12月18日発売、小学館ガガガ文庫単行本
第2弾：レイトン教授と怪人ゴッド
作者：柳原慧
2009年12月16日発売、小学館ガガガ文庫単行本
第3弾：レイトン教授と幻影の森
作者：柳原慧
2010年12月15日発売、小学館ガガガ文庫単行本
上記3作品は小説オリジナルストーリーである。
レイトン教授と永遠の歌姫
作者：松井亜弥
2009年12月18日発売、小学館ジュニア文庫
同タイトルのアニメ映画のノベライズである。
レイトン ミステリー探偵社 〜カトリーのナゾトキファイル〜
作者：氷川一歩
2018年6月29日 - 2018年9月28日（毎月発売・全4巻）、小学館ジュニア文庫
同タイトルのテレビアニメのノベライズである。

### 体感型ゲーム
LEVEL5 ～15th Anniversary Exhibition～ ナゾトキラリー（主催：ハウステンボス）
参加キットを購入し、ハウステンボス場内に設置されたヒントを巡り謎を解く周遊型謎解きゲーム。2013年3月23日 - 5月6日に開催。ハウステンボスに隠された秘宝の謎を解き明かすという設定。特別協力はレベルファイブ。
- レイトン教授とドムトールンの秘宝（上級者向け）
- ルークとトリコロールの花束（初級者向け）

レイトン ミステリー探偵社 in なぞともカフェ（主催：バンダイナムコアミューズメント）
- なぞときCUBE - 定員4名までが密室空間に入って、制限時間765秒以内に頭と体を使ってミッションクリアを目指すルーム型謎解きゲーム。なぞともカフェ全店舗で参加可能。
  - カトリーエイルと止まらない爆弾（2018年7月20日 - 2019年5月6日、制作協力：ハードナッツ）
  - カトリーエイルと不思議な贈り物（2018年10月19日 - 2019年5月6日、制作協力：ハードナッツ）
  - カトリーエイルと秘密の箱（2019年9月20日 - 2020年2月28日[注釈 2]、制作協力：タンブルウィード）
- NAZOLET - 専用ブックレット（冊子）とWEBサイト（解答入力用）を用いてミッションクリアを目指す謎解きゲームキット。持ち帰り型で時間無制限。なぞともカフェ全店舗で販売。
  - カトリーエイルと暗黒地下迷宮の秘宝（2018年9月30日発売、制作協力：croll）
- ナゾトキファイル - 上記『カトリーエイルと秘密の箱』のコラボグッズとして発売された謎解きゲームキット。なぞともカフェ全店舗で販売。
  - カトリーエイルと緋色の手紙（2019年9月20日発売）
  - レイトン教授と15人の容疑者（2019年9月20日発売）

リアル宝探し（主催：セガ エンタテインメント、企画・制作：タカラッシュ!）
セガの対象アミューズメント施設にて実施の謎解きゲーム。
- カトリーエイルとゲームの館（周遊型、2018年6月29日 - 9月26日）
- カトリーエイルと約束のエメラルド（周遊型、2019年6月27日 - 2020年5月10日）
- レイトン教授と小さな探偵（持ち帰り型、2019年7月13日発売）

MYSTERY MAIL BOX ×レイトンミステリー探偵社「カトリーエイルと死者からの手紙」（企画制作：SCRAP）

- 東京（東京ミステリーサーカス、2018年7月5日 - 開催中）
- 名古屋（リアル脱出ゲーム名古屋店、2018年10月10日 - 開催中）
- 大阪（リアル脱出ゲーム大阪恵美須町店、2018年10月24日 - 開催中）

リアル脱出ゲーム × レイトン ミステリー探偵社「カトリーエイルと月夜の怪物」（主催：SCRAP）
SCRAPファンクラブ『少年探偵SCRAP団』限定のリアル脱出ゲーム。全国6都市で公演。
- 原宿（原宿ヒミツキチオブスクラップ、2019年3月7日 - 3月31日）
- 名古屋（ナゾ・コンプレックス名古屋、2019年4月26日 - 5月6日、2020年11月13日 - 12月20日）
- 大阪（アジトオブスクラップ大阪ナゾビル、2019年5月17日 - 6月2日 / 大阪ヒミツキチオブスクラップ、2021年4月6日 - 4月11日）
- 横浜（横浜ヒミツキチオブスクラップ、2019年6月21日 - 6月23日）
- 札幌（アジトオブスクラップ札幌、2019年7月5日 - 7月7日、2020年12月25日 - 2021年1月31日）
- 福岡（イムズホール、2019年12月29日）
- 新宿（東京ミステリーサーカス、2020年月9月3日 - 10月5日、2020年10月20日 - 11月8日）

## 登場人物

### メインキャラクター
エルシャール・レイトン（Professor Hershel Layton）
声 - 大泉洋 / 山寺宏一（テレビアニメ『レイトン ミステリー探偵社』）
37歳。独身。普段は「レイトン」「レイトン先生」、友人達からは「エルシャール」と呼ばれている。27歳でグレッセンヘラーカレッジの最年少教授に就任したが、忙しさを理由に学会への提出物を溜め込んでいる。自身の研究室には研究資料のほか、珍しい骨董品も沢山置かれており、掃除婦のローザには片付けが大変だと言われている。研究に没頭し、自宅に帰らず研究室に寝泊まりすることもしばしば。常にシルクハットを被っており、どんな状況でも脱ぐ事はない。「当然さ。英国紳士としてはね」が口癖。学生時代にフェンシングを始めとするスポーツをやっていたため、敵との戦闘はお手の物である。チェスや紅茶を嗜み、シェパードパイが大好物。誰に対しても紳士的な物腰で、行く先々の女性達から好意を持たれることもある。
『不思議な町』では大富豪ラインフォード氏の未亡人であるサロメ夫人から、遺産相続の条件となる「黄金の果実」の捜索を依頼され、「黄金の果実」を探すというナゾを解くため不思議な町へ向かう。
『悪魔の箱』では恩師・シュレーダー博士からの手紙に書かれた「悪魔の箱」のナゾを解くため、モレントリー急行へと乗り込む。
『最後の時間旅行』では未来のルークからの助けを求める手紙により、未来のロンドンで起こったナゾを解きに向かう。この物語では27歳のレイトンと未来のレイトンが登場。
『奇跡の仮面』では、高校時代の学友シャロアから届いた手紙により「奇跡の紳士」と彼が被っている「奇跡の仮面」のナゾを解くために砂漠の街、モンテドールへ向かう。この物語で17歳のレイトンが登場。
『レイトン教授と超文明Aの遺産』では考古学者フォスター・サーハイマンからの手紙により「生きているミイラ」のナゾを解くため雪の町・スノーラへ向かう。この物語で幼少のレイトンが登場する。
幼少時
ある事情でローランとルシールのレイトン夫妻に引き取られる事となるがレイトン自身はこの事をずっと忘れていた。
17歳時
『奇跡の仮面』で登場。
セント・バーンズ高校に通う学生でフェンシングを習っている。まだ考古学に興味を持っていない。モデルは若いときの大泉洋のためか髪がモジャモジャになっている。当時は髪を伸ばしており、レイトン曰く「若毛の至り」。
27歳時
『最後の時間旅行』に登場。
この頃はおなじみの黒いコートやシルクハットは愛用しておらず、代わりに赤いハンチング帽を愛用している。大学内で誰よりも早く教授に就任した。恋人のクレアの死後、真相を突き止めるべく調査をしていたが、何者かに襲撃され意識不明で一ヶ月間入院する。現在も被り続けているシルクハットは学教授就任祝いにクレアから贈られたもので、「私の前以外では脱いだらダメ」というクレアとの約束のために脱がなかった事が判明する（『悪魔の箱』で一瞬だけ不可抗力で脱げている）。
34歳時
『魔神の笛』で登場。
すでに世間では有名な存在であり、旧友クラークの手紙で街を襲う魔神のナゾを解くために霧の街ミストハレリへ向かう。

ルーク・トライトン（Luke Triton）
声 - 堀北真希（『不思議な町』 - 『超文明Aの遺産』）、今田美桜（『蒸気の新世界』） / 斉藤壮馬（テレビアニメ『レイトン ミステリー探偵社』）
シリーズを通し、レイトンの助手（自称一番弟子）として行動を共にしている少年。第1シリーズでは13歳、第2シリーズ開始時点では10歳。動物と話せる能力があり、捜査において大いに役立っている。食いしん坊かつ生意気な性格で、レイトンの愛車を「ボロ車」と呼ぶ。普段からレイトンを含め大人達と行動することが多いため背伸びをしているが、まだまだ年相応に子供らしい面もある。レイトンには及ばないが推理力もあり、正義感も持ち合わせる小さな英国紳士。
第1シリーズを経て、後に親の都合でアメリカへ渡る事となり、別れ際に号泣しながらもレイトンとは離れていても永久に友人であることを約束して、旅立っていった。
第3シリーズである『蒸気の新世界』ではアメリカに向かってから1年後のこと。アメリカでとんでもない謎が起こっていることを手紙に記し、資料送付でレイトンをアメリカに招待する。
そんなルークはスチームバイソンの街で様々な謎を解決し、その評判により『名探偵ルーク』と呼ばれる人気者になった。
その20年ほど後の次世代を描く「レイトンミステリー探偵社」では、File10に於いて11年前の回想での登場。少し父親に似た立派な青年に成長し、衣装は水色から濃いブルーへ、肩掛け鞄からリュックサックへと変わっている。カトリーからは「おじさん」と呼ばれており、本人もカトリーには気にすることなく自身を「ルークおじちゃん」と名乗っている。
さらに渡米した先で出会った女性メアリナと結ばれた既婚者となっていた。
また空手を習得した様で、立派な格闘術や追走劇での身のこなしにそれが現れている。

### サブキャラクター（第1シリーズ）
アロマ・ラインフォード（Aroma Rhineford）
声 - 能登麻美子
不思議な町でレイトンとルークが出会った少女。事件解決後はレイトンの花嫁候補を自称し、共に生活している。見た目は可愛らしいお嬢様だが、レイトン達から捜査に置いていかれた際には変装をして後を追いかけるなど、大胆な行動をとることもある。笑った時にだけ鎖骨部分にリンゴの形の痣が浮かび上がる。料理の腕はイマイチだが、キュウリのサンドイッチはルークに評判である。
日本国外での名前はFlora Reinhold。
ドン・ポール（Don Paolo）
声 - 稲葉実
シリーズを通してレイトン関係者に変装し、捜査の邪魔をする男。レイトン曰く、天才的な頭脳を持つ優秀な科学者であるが、邪悪な精神を持つことから学会を追放されている。甘いものが大嫌いで、見ただけで吐き気がするという。ヘビースモーカー。『最後の時間旅行』でレイトンを目の敵にする理由が判明する。
チェルミー警部（Inspector Chelmey）
声 - 斎藤志郎
スコットランドヤードの敏腕警部。当初はレイトンが事件の捜査に関わる事を嫌がり邪険にしていたが、後にレイトンの能力を認め、協力的になる。若い頃は性格が荒く、上司や同期からも距離を置かれていたが、ゴードン警部に拾われる。ある事件でゴードン警部が負傷してしまったことで、彼のように立派な警察官になる事を目指した。愛妻家で、事件解決後には妻のアメリー夫人が作ったスイートポテトが欠かせないという。第２シリーズ『超文明Aの遺産』で、同僚のグロスキーとは義兄弟の関係であった（アメリー夫人がグロスキーの妹）ことが発覚する。『レイトンミステリー探偵社』では警視までに出世していたことが判明する。
バートン巡査（Barton）
声 - 杉野博臣　
チェルミーの部下。食べることが好きで、調査の途中にレストランに寄り道してはチェルミーに叱られている。警察学校は良い成績で卒業したというが、捜査において有能な面はあまり見えない。マイペースかつ食いしん坊な性格は父のゴードンそっくりである。「 - であります。」が口癖。『レイトンブラザーズ・ミステリールーム』では、警察署長までに出世していたことが判明する。

### サブキャラクター（第2シリーズ）
レミ・アルタワ（Remi Altava）
声 - 相武紗季
レイトンの助手を自称するアジア系の美女。カメラを携帯しており、よく写真を撮っている。叔父が武道をやっていたため格闘技が得意で、調査の邪魔をする者には容赦が無い。バイクや車など、乗り物の運転が荒い。ルークと同じく食いしん坊で、調査中にもレストランのチェックはかかさない。
彼女は、幼い頃に父と母を亡くし孤児になりかけたが、その際に「叔父と名乗る人物」に拾われたらしい。レミの多彩な才能を見出し、「叔父と名乗る人物」が長年手塩に掛けて育てて来た存在がレミである。「叔父と名乗る人物」に対しては敬語で「おじさま」と呼ぶ。
その後は、公式ガイドブックの特別エピソードにて、ワールドタイムズの記者になったレミからの手紙を読む事が出来る。時系列的には不思議な町の終了直後で、スラム街での取材中に撮った写真も添付されている。髪の毛をショートカットにし、新しい仕事が楽しいと記述しているので無事に第二の人生を過ごせているようである。
日本国外での名前はEmmy Altava。
ジャン・デスコール（Jean Descole）
声 - 渡部篤郎
レイトンの宿敵で、自称「高き志を抱く一科学者」。サーカス団の様な派手なマントに、顔の上半分を覆う白いマスクが特徴。表向きは考古学者のフォスター・サーハイマンとして活動している。レイトン同様に剣を使った戦闘をこなすがその腕前はレイトンを上回る。手下を操り、レイトン達の行く先々で暗躍する。ブロネフとは過去に因縁がある。のちにレイトンの実の兄だという事が判明する。過去に、妻と娘がいたがブロネフに殺されてしまったと言う過去を持つ。
クランプ・グロスキー警部（Inspector Clamp Grosky）
声 - 大塚芳忠
チェルミーの同期の熱血警部。レイトンとも面識がある。昔、レミがスリをやったと誤解して逮捕しようとしたことがあるが、現在はレミの良き相談相手。スリの疑いを晴らしてくれたレイトンの役に立ちたいと考えていたレミに、グレッセンヘラーカレッジを紹介した。「警察一の力自慢」を自称するが、大柄な犯人はレミに助けてもらわないと逮捕できない。チェルミーとは義理の兄弟（妹のアメリーがチェルミーと結婚したため）である。豪快な人物で、熱心なファンがいる。「超文明Aの遺産」のエンディングで警視に昇任された。
ブロネフ・ライネル（Bronev Rainer）
声 - 市村正親
謎の集団「タージェント」の首領で、デスコールとは過去に何らかの因縁がある。謎の多い人物で、レイトンの事も知っているような節がある。
日本国外での名前はLeon Bronev。

### ゲストキャラクター

#### 悪魔の箱
アンドルー・シュレーダー
声 - 納谷六朗
レイトンの恩師である考古学者。骨董品収集が趣味で、悪魔の箱を手に入れたことをレイトンに手紙で伝える。「開けた者は必ず死ぬ」という噂を知っていたが好奇心に勝てず箱を開けてしまい、心配したレイトンとルークが家を訪ねる前に倒れてしまう。噂通り死んだと思われていたが、実際は幻覚作用による仮死状態であった。
アンソニー・フェルーゼン
声 - 大沢たかお（青年時代）、山野史人（老人）
森の奥の城に住む、謎に包まれた美しい青年。町の住民からはバンパイアだと噂されている。夜遅くに屋敷を尋ねてきたレイトンとルークをもてなし、宿泊をすすめる。モレントリー急行の創設者であるパッポラッチの兄だが、容姿は全く似ていない。

#### 最後の時間旅行
クレア・フォーリー
声 - 木村佳乃
大学時代のレイトンの恋人。彼からもらった懐中時計を大切に持っている。
レイトンのトレードマークであるシルクハットは、教授に就任したお祝いとして彼女が贈ったものである。10年前に事故で亡くなっている。
レイトンと交際を始めたことにより、彼女に好意を抱いていたドン・ポールはレイトンに深い恨みを持つこととなった。(レイトンへの告白を目撃した際にはショックで一目散に走り出し、池に落ちていた)
サリアス
声 - 木村佳乃
未来のロンドンで出会ったクレアの妹。姉の死の真相を探るため調査をしているという。
クレアとは瓜二つだが、その正体はタイムマシンで未来に飛んだクレア本人であった。
アラン・ディミトリー
声 - 上川隆也
ロンドンの科学者。タイムマシンの発表会を開き、首相を始めとする著名人を招く。クレアの元同僚で、優しく聡明な彼女を愛していた。
ビル・ホーク
声 - 石住昭彦
イギリスの首相。妻と共にタイムマシンの発表会に出席するが、爆発に巻き込まれ行方不明となる。10年前まで、ディミトリーやクレアとは研究仲間であった。
未来のレイトン〔偽〕
未来のロンドンの支配者で、英国紳士の面影をなくしてしまったレイトン。六角塔に拠点を構え、マフィア達を操っている。
正体はアラン・ディミトリー。
青年ルーク〔偽〕
声 - 小栗旬
未来のロンドンで暮らす23歳のルーク。悪に染まってしまったレイトンの計画を阻止するべく、現代のレイトンに手紙を送る。時計屋の夫妻とは旧知の仲で、扉の開け方を知っている。
正体は、実験の爆発事故に巻き込まれて両親を亡くし、偽・未来のレイトンであるディミトリーと結託してビル・ホーク首相や政治家、科学者に復讐しようとするクラウスと言う名の青年。未来のロンドンは、地下空洞に作られた巨大なセットであった。

#### 魔神の笛
クラーク・トライトン
声 - 藤井啓輔
レイトンの旧友で、ルークの父親。ミストハレリの町長。夫婦仲が良く、ルークにも動物のぬいぐるみやタイプライターを買ってあげている。学生時代は徹夜して勉強するほどの努力家で、レイトンと共に考古学者を目指していた。ルークと同じく、動物の言葉が分かる。
ユラ・アランバード
声 - 南沢奈央
ミストハレリの大地主の娘。ルークとはパーティーで知り合い、仲良くなる。元は明るい性格だったが、父親が亡くなった際、住民から浴びせられた心無い声に傷付き、ルークだけでなく町全体から距離を置いた。現在は重い病気のため、屋敷に篭っている。
トニー・アランバード
声 - 小林由美子
ユラの弟。変装が得意。庭師に化け、自分達を探るレイトン達を屋敷から追い出した。まだ幼いが姉思いな性格で、ユラの悪口を言った住民の家にはラクガキするなどの仕返しをしていた。飴が好物。
ゴードン警部
バートン巡査の父親で、チェルミーの上司。回想で登場する。大食いだが能力は高い。ある事件で撃たれて殉職したと思われていたが、『超文明Aの遺産』のエンディングで総監として登場したため、負傷だった事が判明する。

#### 奇跡の仮面
ランド・アスコッド
声 - 山本裕典
レイトンの高校時代の親友で、熱心な遺跡マニア。レイトンと一緒にフェンシングを習っており、相当の腕前を持つ。強引なところもあるが憎めない性格で、ステビアノの住民には人気であった。アクバーダイン遺跡の探索中に足場が崩落し行方不明となったが、怪我を負いながらも生存していた。事故により記憶を失ったためステビアノには戻れず、助けてもらった老人と共に暮らしていた。ある時記憶を取り戻したが、モンテドールを狙うデスコールの口車に乗せられ、自分から全てを奪ったヘンリーに復讐するため「奇跡の紳士」として暗躍している。
シャロア・レドール
声 - 吉瀬美智子
高校時代のレイトンの同級生。ランドとは恋人関係だった。現在は、かつてアスコッド家の使用人であったヘンリーと結婚し、モンテドールで暮らしている。ランドから貰ったコインをペンダントにして身に着けている。考古学者の兄を遺跡調査による事故で失っているため、遺跡探索へ出かけるランドをいつも気にかけていた。美しく聡明な女性で、住民からの人気も高い。
ヘンリー・レドール
声 - 関智一
アスコッド家の使用人で、現在はモンテドール一の大富豪。頭の回転が速く、イエットデストリーの古代文字を解読できる程の知能の持ち主。幼い頃からランドの家で使用人として働いているため、ランドとは親友。ランドの父親には重宝されていたらしいが、ランドが失踪した後にアスコッド家をクビになる。無口で無愛想なため誤解されやすいが今でもランドのことを大切に思っており、シャロアと共にずっと帰りを待っていた。遺跡での事故後、ランドの帰りを待たずロンドンへ引っ越したレイトンに対しては冷たい態度を取っている。
アルフォード・ダルストン
声 - 高岡瓶々
レイトンやランドの同級生。現在はモンテドールでホテルを経営している。昔からひねくれた性格であまり評判は良くないが、実は旧友を思う気持ちがありレイトンの捜査にも協力する。奇跡の紳士事件では濡れ衣を着せられ、一時は警察に身柄を拘束されてしまう。ランド、シャロア、ヘンリーとは幼馴染ではあるが、よくヘンリーのおもちゃを取り上げてはランドと喧嘩になっていた。学生時代から老け顔であったため、容姿の変化はあまりない。
コリー先生
高校時代のレイトンの担任教師。「顔は怖いが授業は面白い」と生徒からは人気である。若い頃は遺跡探検をしていたらしい。
ローラン
レイトンの父親で、白いひげが特徴の紳士。妻のルシールや息子のエルシャールとは仲が良いが、出かけて帰ってくるのが遅い事もあり、ルシールから心配されている。
ルシール
レイトンの母親。心配性で、夫の帰りが遅いとエルシャールに探しに行くよう頼む。エルシャールの部屋を毎日丹念に掃除しているが、散らかっているほうがエルシャールにとっては快適らしい。

#### 永遠の歌姫
ジェニス・カトレーン
声 - 水樹奈々
レイトンの元教え子で、現在ロンドンで人気のオペラ歌手。親友のミリーナからもらったペンダントを身に着けている。
ミリーナ・ウィスラー
声 - 折笠富美子、諸星すみれ（7歳の少女）
ジェニスの親友で、1年前に他界している。7歳の少女の姿でジェニスの前に現れ、物語を混乱させる。
オズロ・ウィスラー
声 - 家弓家正
ミリーナの父。世界的な天才ピアニスト。病弱なミリーナを溺愛していた。

#### 超文明Aの遺産
アーリア
声 - 忽那汐里
スノーラの洞窟で氷漬けになっているところを発見された謎の少女。記憶を無くしている。
その正体はアスラント人により造り出されたアスラントの遺跡の守護者であった。

### その他のキャラクター
ナゾーバ、エリザベス
レイトンが解き損ねたナゾをいつの間にか回収している自称「美貌の占い師」のおばあさん。愛猫キートを飼っていて、自分の代わりにナゾの管理をさせている。ナゾービーはペットではないという。仮面をつけているのがエリザベスで外見はそっくりであるがナゾーバとは別人らしい。
ナゾリーヌ
声 - 小倉優子
ナゾーバの孫の可愛らしい少女だが、虫嫌いでナゾービーを潰してしまった。彼女の家にはなぜか折れたハエたたきやサンドバッグが置いてある。
ヒゲマフラー
謎の男。その名の通りヒゲとマフラーが特徴。『不思議な町』から『最後の時間旅行』まで毎回登場し、レイトンにアドバイスをしてくれている。『永遠の歌姫』ではレイトンの講義を受ける学生の中にいた。『カトリーエイルと大富豪の陰謀』では、歳を取り白ヒゲになっている。
ポーロ
東洋の島国から来た探険家で方向オンチ。そのため、毎回道に迷ってはレイトンの行く先々に現れる。『魔神の笛』では彼の友達が登場する。

## 登場するアイテムやメカニック・用語

### シリーズ全般
ヒントメダル&ひらめきコイン
町の至る場所に隠されている不思議なメダル。コイン一枚で謎のヒントを見られる。『最後の時間旅行』から登場する「スペシャルヒント」はコインを2枚消化する。
レイトンカー
レイトンの愛車で、山高帽もすっぽり収まるほど車高が高い。ルークからは評判が悪い。『最後の時間旅行』ではドン・ポールの改造により空を飛ぶ。『魔神の笛』ではレミのスクーターを乗せて走る事が出来たので、見た目より馬力がある。目立っていないがシリーズ皆勤。

#### 1stシーズン
ドン･ポールの飛行機械
ドンポールの開発した一人乗り小型ヘリコプターで、鉄球による破壊活動も行える。『不思議な町』でレイトンのハングライダーで破壊された後は、『最後の時間旅行』でギミック･タワーにサリアスを連れて行く際に使用した。

#### 2ndシーズン
アスラント文明
遥か昔に栄えていたとても優れた知能を持った人間が造り上げた文明。どんな文明だったのかは未だに解明されていない。

### 不思議な町
暴走観覧車
不思議な町の公園にある大きな観覧車。ドン・ポールの改造で車輪が外れて転がって移動できるようになり、レイトンとルークを追い回したが水小屋を破壊して故障し、停止した。
ハングライダー
不思議な町の塔から脱出する際にレイトンが造ったハングライダー。

### 悪魔の箱
悪魔の箱
開けた者は必ず死ぬといわれている伝説の秘宝。レイトンの恩師、シュレーダー博士が入手した。
モレントリー急行
超豪華列車。運行にはある秘密が隠されている。

### 最後の時間旅行
大時計型タイムマシン
ミッドレント通り3番街の時計店にある大時計の形をしたタイムマシン。しかしその正体は単に大時計がある部屋を、地下にある「未来のロンドン」に連れて行く巨大エレベーターだった。
ギミック・タワー
青年ルークことクラウスが造った巨大移動要塞。未来のロンドンにおけるテムズ川河口部分の水中に秘匿されており、不自然な灯台はギミック・タワーの一部だった。ゲーム終盤、レイトンによって正体を暴かれたクラウスによって起動、未来のロンドンを這い上がって現代のロンドンに姿を現し、破壊の限りを尽くした。最後はレイトンの謎解きにより逆走し、未来のロンドンに落下。直後大爆発を起こし未来のロンドン諸共消滅した。
コインマシンガン
レイトンがカジノのスロットマシーンの残骸を組み合わせて作ったマシンガン。マフィア達を追い返した。
未来のロンドン
すっかり変わり果ててしまったロンドン。警察組織が廃止され、未来のレイトンに支配されており、市民はマフィアやレイトンにおびえる生活を送っている。だが実際はロンドンの地下にある地下空洞を利用して作られた偽りのロンドン。最後はギミック・タワーと共に大爆発を遂げた。

### 魔神の笛
掘削マシーン
デスコールがミストハレリの秘宝を探すために作ったマシーン。基本的に人が乗り込んで操縦するが、無人でも動く。複数の機体が合体することで巨大なロボットになり、夜な夜な町で破壊活動をしていた。物語終盤で破壊されるもEDでは修理され町の復興のために使用された。
ミストハレリの癒しの園
ミストハレリの貯水池の底の仕掛けを動かすと現れる太古の世界の楽園。ブロネフの言う「3つのレガシー」の一つ

### 永遠の歌姫
ファンカー
窮地を脱出するために物置小屋の樽やオールを組み合わせて造った。レイトンは小型ヘリコプターを作るつもりだったらしいが、設計ミスで一瞬しか空を飛ぶ事が出来ず、地面を跳ねるように飛ぶ楽しい車=ファンカーになった。
デトラガン
一人でオーケストラ級の音楽を奏でる事が出来るという楽器。その正体はデスコールがアンブロシア復活の鍵となる海の歌を歌う事が出来たミリーナの記憶を、若く優秀な女性に転移させるために造った記憶転移装置だった。
デトラギガント
デトラガン本来の姿である巨大ロボット。デスゴールの手により起動され復活しないアンブロシアを破壊しようとした。最後はレイトンによって破壊された。
不老不死王国アンブロシア
別名「永遠の王国」。元々は普通の王国だったが、亡くなった女王が生まれ変わる時まで自分を永遠の存在にしようと王国の民が作った「永遠の命の秘薬」が眠っているとされていた。紋章に引かれた線は楽譜を意味しており、その楽譜には「星の歌」が、そして紋章を逆さにする事で「太陽の歌」が現れる。この2つの歌とミリーナの「海の歌」の3つのメロディーが重なる事で、アンブロシアは永い眠りから覚める。因みに語源のアムブロシアーは「不死」を意味する。ブロネフの言う「3つのレガシー」の一つ。

### 奇跡の仮面
アクバーダインの無限回廊
モンテドールがアクバーダイン遺跡の本来の姿に変貌した後に姿を表した巨大回廊。ブロネフの言う「3つのレガシー」の最後の一つで、「アスラントの力が蘇る」らしい。
奇跡の仮面
金色で笑った表情の仮面。「どんな願いでも叶える秘宝」と言い伝えている。奇跡の紳士の手に渡って悪用される。
破邪の仮面
奇跡の仮面の魔力に対抗できる仮面。しかし本当は奇跡の仮面の額の太陽の形をした仕掛けを一定の法則で回すと仕掛けが解け、奇跡の仮面が分離する。アクバーダインの遺跡を本来の姿に戻し、「無限回廊」を復活させるために用いる。
モンテドール
ヘンリーが造り上げた、小さな宿一つから始まり、現在はカジノストリートや巨大な美術館などが立ち並ぶ大きな町。しかし、復讐に燃えるランドにより壊滅状態になるが･･･?
アクバーダイン遺跡
レイトンとランドが最後の探検に向かった超古代遺跡。中には巨大な毒グモやミイラマシン等がある。最後の扉の中には金銀財宝が犇めき合っている。
ミイラマシン
アクバーダイン遺跡に設置してあるからくり人形。二足歩行のタイプと、タイルの導線を伝って移動するタイプがある。二足歩行のタイプは「白」「赤」「青」の3タイプがあり、赤いミイラマシンは何も持っていないが足が速く、青いミイラマシンは足の速さは普通だが背中にとげがある。白いミイラマシンは足の速さは普通で、両手に巨大フォークを持っているものと、両手にサーベル剣を持っているものがいる。両手にサーベル剣を持ったタイプは遺跡の地下4階に大群で現れるが、レイトンとランドに全て返り討ちにされた。ランド曰く「だんだん愛着がわいてくる」らしい。
イエット･デストリー
ステビアノで発掘された古代文字の描かれた石壁。

### レイトン教授VS逆転裁判
物語
ストーリーテラーが行進の際にラビリンスシティ市民に与える紙片。記載された内容が受け取った者に必ず起こるとされている。大部分が受け取った者に幸福をもたらす内容の物語であるため、市民からは好意的に受け入れられている。
魔法
魔女だけが使用できる超常的な力。発動には、魔法杖を手にした状態で呪文を唱えることが必要。対象を気絶させる、体を透明にする、など効果は様々であるが、いずれの魔法も強い制約が掛かっている。
魔法杖
魔法を使用する際に手にしている必要がある道具。サイズが大きく、太さは魔女が片手でやっと掴めるほど。先端に魔法石をはめることのできる窪みが2つ存在し、ここに嵌めた魔法石に対応する魔法を使用することができる。魔法石が無いとただの杖となり、魔法は発動できない。
魔女
魔法を使用できる者。全員が少女または若い女性である。魔女裁判で魔女が処刑された場合、それと同数の少女が新たに魔女の力を得るため、ラビリンスシティに存在する魔女の総数は常に一定である。
大魔女
魔女を生み出すとされている存在。ほかの魔女と異なり、杖や魔法石を持たずとも、全種類の魔法を任意に使用できる。
ラビリンスシティに災厄をもたらす存在であり、普段は普通の魔女に扮してラビリンスシティ内に身を潜めていると信じられている。

### 超文明Aの遺産
エッグ
卵型をした、アスラントへと続く鍵になるもの。世界各地に5つ散らばっている。

## 関連商品

### サウンドトラック
いずれも発売元はアップフロントワークス、販売元はキングレコード。ブックレットには作曲者・西浦智仁のコメントと対応する作品の設定画が掲載されている。
第1シリーズのものにはDS音源のオリジナルヴァージョンと、一部楽曲の音質を向上させたハイクオリティヴァージョンと生演奏ヴァージョン（編曲：住友紀人・永島ゆみ、演奏：レイトングランドキャラバンオーケストラ）が収録されている。第2シリーズからはオリジナルヴァージョンと生演奏ヴァージョンのみとなっている。
1. 『レイトン教授と不思議な町 オリジナル・サウンドトラック』（2008年12月24日発売、PKCF-0007）
2. 『レイトン教授と悪魔の箱 オリジナル・サウンドトラック』（2008年12月24日発売、PKCF-0008）
3. 『レイトン教授と最後の時間旅行 オリジナル・サウンドトラック』（2009年1月21日発売、PKCF-0009）
4. 『レイトン教授と魔神の笛 オリジナル・サウンドトラック』（2009年12月16日発売、PKCF-0017）
5. 『映画 レイトン教授と永遠の歌姫 オリジナル・サウンドトラック』（2010年1月23日発売、PKCF-0018）

#### 非売品
1. 『レイトン教授メインテーマ トリロジーCD』（LAYTON-J001）
  - 『レイトン教授と最後の時間旅行』の早期購入特典。第1シリーズ3作品のメインテーマを収録。
2. 『「レイトン教授」シリーズ サントラプレミアムCD』（LAYTON-J002）
  - 第1シリーズの3枚のサウンドトラックの購入者特典プレゼント。「PRESS START 2008」で演奏された「謎～レイトン教授のテーマ」を収録。

### ファンブック
レイトン教授の世界 〜公式ファンブック〜
2013年4月24日発売、発行：レベルファイブ、発売：山下書店